# 은하에서 온 별똥왕자 2
"은하에서 온 별똥왕자 2"(제2탄 은하에서 온 별똥왕자: The Prince Of Meteorite From The Galaxy 2)는 한국에서 제작된 석도원 감독의 1987년 영화이다. 이건주 등이 주연으로 출연하였고 전왕규 등이 제작에 참여하였다.

## 출연

### 주연
- 이건주
- 이용식
- 김형중
- 최은정

## 기타
- 조명: 김석진
- 스틸: 박석재
- 녹음: 손인호